# Die vier letzten Dinge

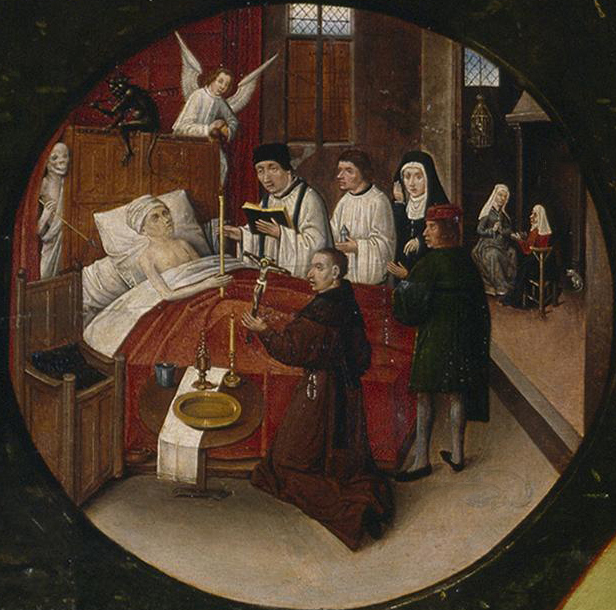
Hieronymus Bosch, Die sieben Todsünden und die vier letzten Dinge, Detail: Tod

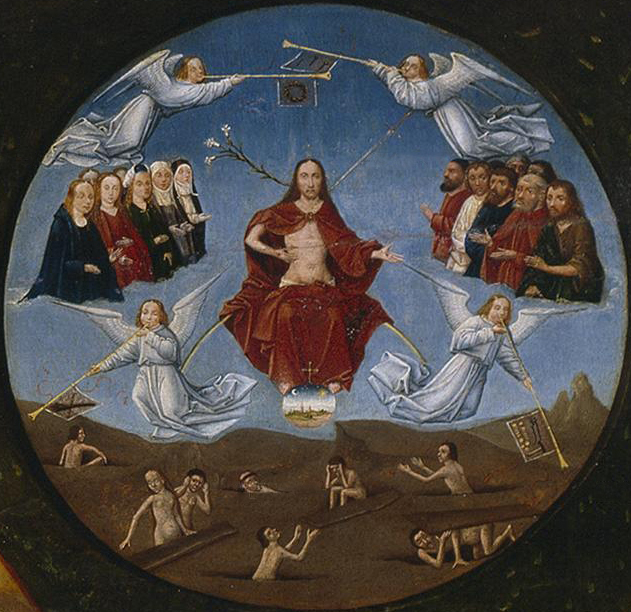
Hieronymus Bosch, Die sieben Todsünden und die vier letzten Dinge, Detail: Gericht

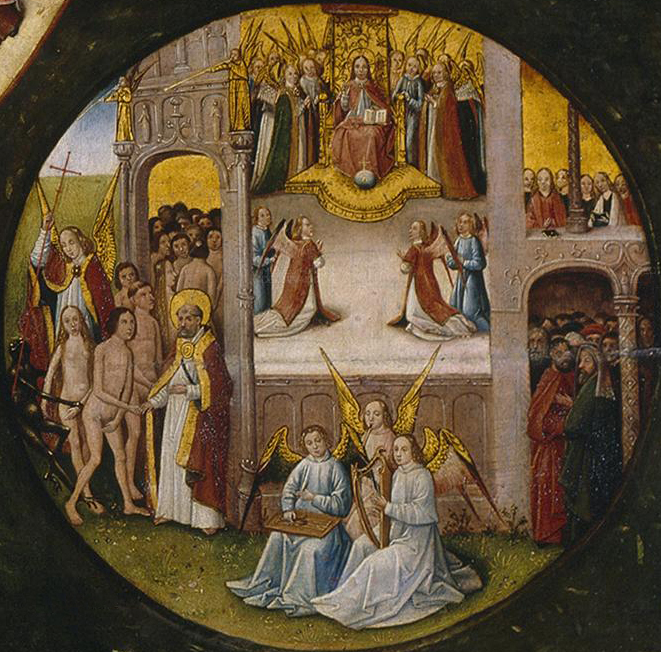
Hieronymus Bosch, Die sieben Todsünden und die vier letzten Dinge, Detail: Himmel

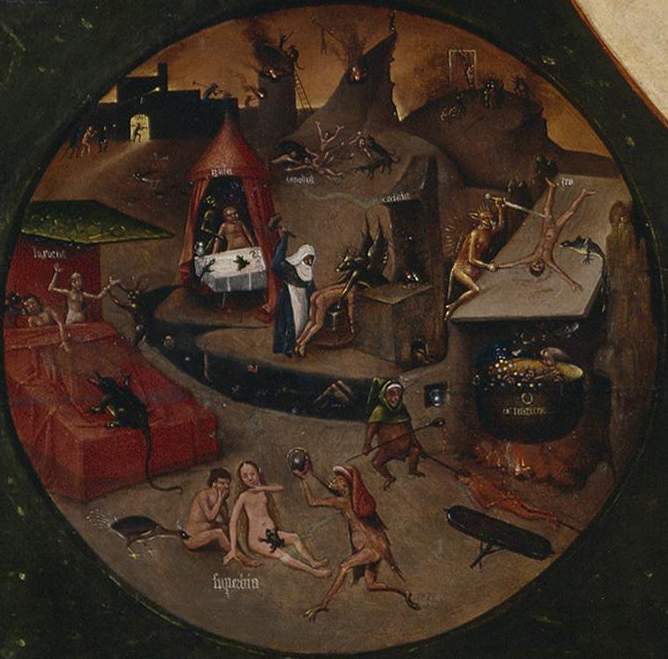
Hieronymus Bosch, Die sieben Todsünden und die vier letzten Dinge, Detail: Hölle

Die vier letzten Dinge (lat. quattuor novissima), auch die letzten Dinge (griech. ta eschata) sind Gegenstand der Eschatologie des Christentums. Die vier letzten Dinge werden in der Ordnung genannt, in der sie eintreten: Tod – Gericht – Himmel oder Hölle.

## Theologische Quellen und Entwicklungen
Das Apostolische Glaubensbekenntnis benennt ebenfalls die letzten Dinge, allerdings in anderer Reihenfolge und ohne die Hölle ausdrücklich zu nennen. Im zweiten Glaubensartikel über Jesus Christus heißt es: „gekreuzigt, gestorben und begraben, hinabgestiegen in das Reich des Todes, am dritten Tage auferstanden von den Toten, aufgefahren in den Himmel; […] von dort wird er kommen, zu richten die Lebenden und die Toten.“ Am Ende des Glaubensbekenntnisses wird der Glaube an die Auferstehung der Toten und das ewige Leben bekannt.
Nach Hans-Martin Barth war Martin Luther „mehr an der Auferweckung und an der Seligkeit des einzelnen Glaubenden interessiert als am Geschick der Menschheit oder gar der Zukunft des Alls.“ Auch die Frage nach dem Gericht sei für ihn zunächst zurückgetreten, weil sie sich sozusagen durch die Rechtfertigung erledigt habe. Wie sich die einzelnen Elemente der Eschatologie einander zuordnen, habe für Luther kein Problem dargestellt.
In der Darstellung des christlichen Glaubens bei Friedrich Schleiermacher kommt den Lehren von den letzten Dingen nicht „der gleiche Werth“ zu „wie den bisher behandelten Lehren“.
Der Katechismus der Katholischen Kirche behandelt in Artikel 12 Ich glaube das ewige Leben die Punkte:
1. Das besondere Gericht
2. Der Himmel
3. Die abschließende Läuterung – das Purgatorium
4. Die Hölle
5. Das Letzte Gericht
6. Die Hoffnung auf den neuen Himmel und die neue Erde

## Künstlerische Rezeption

### Bildende Kunst
- In den vier Ecken des Werkes Die sieben Todsünden von Hieronymus Bosch sind die vier letzten Dinge dargestellt (siehe Bilder rechts)
- Die vier letzten Dinge von Raphael Sadeler, um 1600, Serie von Kupferstichen, je 17 × 11 cm, Staatliche Graphische Sammlung München
- Darstellung am Fürstenberg-Grabmal im Paderborner Dom, ca. 1616 (H. Gröninger)
- Die vier letzten Dinge in der Benediktinerabtei Weltenburg bei Kelheim von den Brüdern Asam (1745)
- Josef Stammel hat die vier letzten Dinge als überlebensgroße Standfiguren dargestellt.[5] Die ca. 1755–1760 geschaffene Figurengruppe befindet sich in der Stiftsbibliothek Admont (Steiermark),[6] dem größten klösterlichen Bibliothekssaal der Welt, und zählt zu den besten Werken des alpenländischen Barockskulptur.
- Symbolische Darstellung der vier letzten Dinge am Chorgestühl der Abteikirche des Klosters Bronnbach (1778)

### Musik
- Joseph Leopold Eybler: Die vier letzten Dinge. Oratorium (1810)
- Louis Spohr: Die letzten Dinge. Oratorium (1826)
- Barry Jordan: Last things (for large orchestra) (1990/91) für großes Orchester
- Horst Lohse: Die vier letzten Dinge (Quasi una Sinfonia da Requiem) (1996/97) für Orgel und großes Orchester

### Literarische Verarbeitung
- Angelus Silesius: Sinnliche Beschreibung der vier letzten Dinge (1675)
- F. K. Waechter: Die letzten Dinge in siebenundsiebzig Stücken. Theaterstück (1992)
- Andrew Taylor: Die vier letzten Dinge (2002). ISBN 3-552-04987-8

„Und denkst nit an dein eigen Schuldbuch,

Das du mußt vor den Richter bringen,

Wenns kommt zu den vier letzten Dingen?“